# Louis Darquier de Pellepoix
Pour les articles homonymes, voir Darquier.
Louis Darquier (dit Louis Darquier « de Pellepoix »), né le 19 décembre 1897 à Cahors et mort le 29 août 1980 près de Malaga, en Espagne, est un journaliste et homme politique français, principalement connu pour son engagement antisémite et pour son activité de collaborateur, à la tête du Commissariat général aux questions juives, pendant l'occupation allemande.
Engagé à l'extrême droite, conseiller municipal de Paris, proche de l'Action française, membre des Croix-de-Feu, il crée en 1936 son propre parti, le « Rassemblement antijuif de France ». Partisan de l'Allemagne nazie bien avant le conflit mondial, il est nommé en mai 1942 par Pierre Laval à la tête du Commissariat général aux questions juives, à la demande des occupants qui jugeaient trop modéré son prédécesseur, Xavier Vallat.
Il fuit en Espagne après la Libération. Condamné à mort par contumace en France, il reste dans ce pays dirigé par le général Franco et y meurt à l'âge de 82 ans, sans avoir été inquiété.

## Biographie
Louis Darquier est né dans une famille de notables de Cahors. Son père, le docteur Pierre Darquier, médecin, engagé en politique au sein du Parti radical, est maire de la ville de 1907 à 1919, avant de devenir conseiller général. Louis Darquier a deux frères : un aîné, Jean, né en 1896, et un cadet, René, né en 1901.

### Combattant de la Première Guerre mondiale
Engagé volontaire à dix-sept ans dans les troupes françaises durant la Première Guerre mondiale, Louis Darquier échoue à devenir militaire de carrière et est démobilisé en 1919.

### Début de l’entre-deux-guerres: échec professionnel puis vie de bohème
À la fin de 1918, les Darquier s'installent définitivement à Neuilly-sur-Seine. Les relations du père avec son fils Louis sont alors extrêmement tendues : son père le qualifie de « bon à rien » qui n'a fait aucunes études supérieures, qu'il a aidé — par l’entremise d'Anatole de Monzie — à obtenir des postes dans le commerce des grains, dans les affaires des Vilgrain, ou de Louis-Dreyfus. Louis Darquier travaille plusieurs années dans le secteur des grains, mais est licencié pour avoir spéculé avec les fonds de l'entreprise. Commence alors une période de plusieurs années de vie de bohème. Prétendant posséder une ascendance noble, il affirme descendre de l'astronome du XVIIIe siècle Antoine Darquier de Pellepoix, dont il s'attribue la particule et d'un autre homonyme, le noble d'Empire François-Isidore Darquier, dont il s'attribue le titre de baron. Il s'expatrie en Grande-Bretagne, où il épouse l'actrice australienne Myrtle Jones, dite Sandra Lindsay.
Darquier, qui tente sans succès une carrière littéraire, vit alors essentiellement de l'argent que lui envoie sa famille.
Louis Darquier finit par quitter Londres, où il abandonne sa fille en bas âge, Anne (1930 - 1970), et revient en France.

### Agitateur antisémite

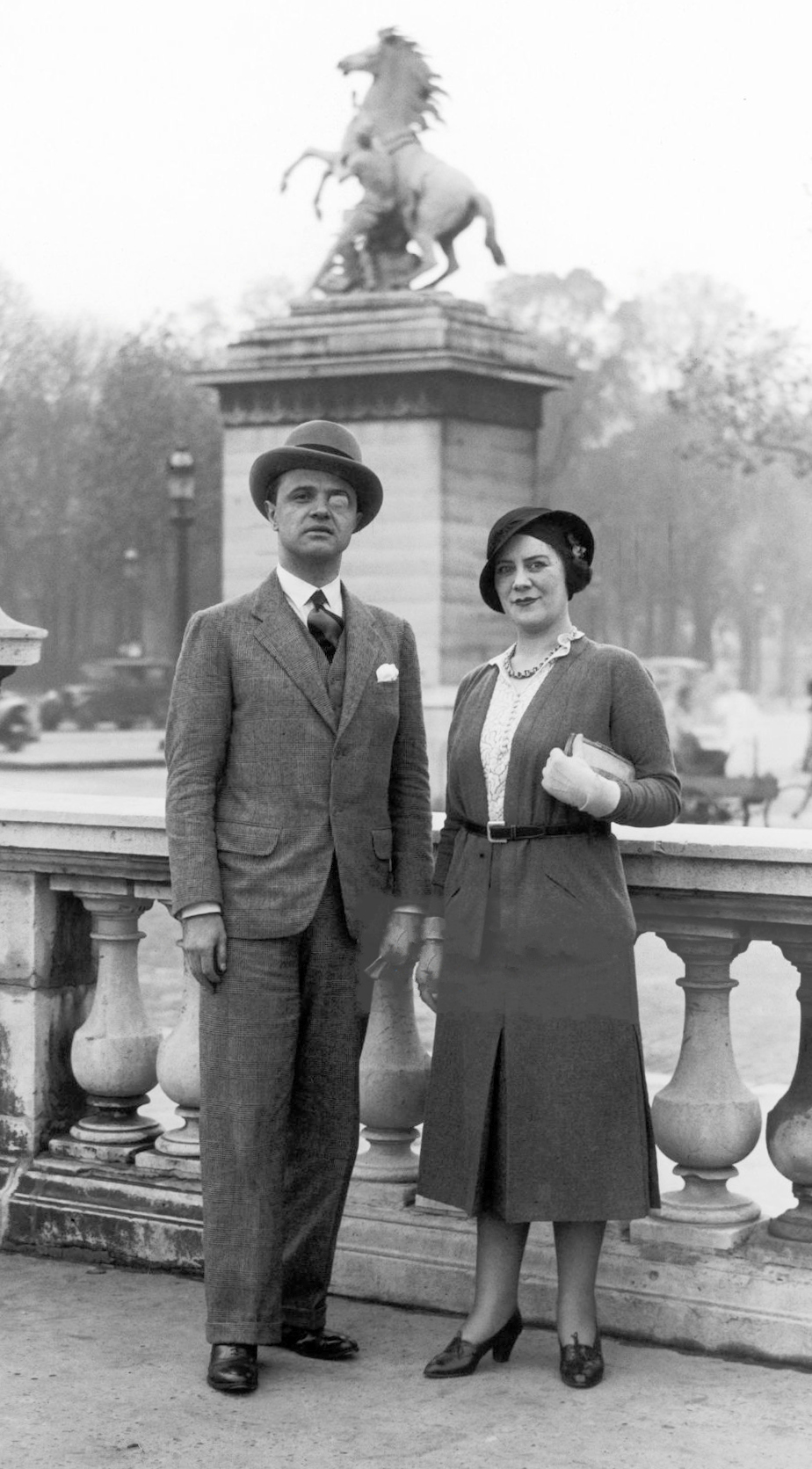
Darquier en 1931.

Après son retour en France, Darquier dit à sa famille vouloir renoncer à la vie de bohème et se rapproche du catholicisme. Son frère aîné, sympathisant de l'Action française (AF), lui fait découvrir à cette époque les milieux du nationalisme. Il adhère alors à l’AF, et va en rester proche « jusqu'à la veille de la guerre ». Les événements du 6 février 1934, au cours desquels il est blessé à la jambe, lui donnent l'occasion d'accéder à la notoriété en fondant « L’Association des blessés et victimes du 6 Février », appuyée par plusieurs conseillers municipaux parisiens. C'est à cette époque qu'il commence à adopter des positions radicalement antisémites, que son père n'apprécie guère tandis que sa mère se montre plus indulgente, voire complaisante. Pierre Darquier refuse ainsi de rendre visite à son fils sur son lit d'hôpital.
Après sa sortie de l'hôpital, Darquier devient, grâce à sa nouvelle réputation, secrétaire général du quotidien nationaliste Le Jour de Léon Bailby, qui abrite l'Association des blessés du 6 Février. Il est élu en 1935 conseiller municipal de Paris et est alors toujours proche de l'Action française. Mais aussi des Jeunesses patriotes : il défile aux côtés d'autres conseillers municipaux derrière Pierre Taittinger, au sein des JP, lors de la fête de Jeanne d'Arc en mai. En décembre, il quitte les Croix-de-Feu, qualifiant le colonel de la Rocque de « dictateur à l'eau de rose ». Après la victoire du Front populaire aux élections de 1936, il crée son propre parti, le Rassemblement antijuif de France, et s'éloigne du nationalisme français germanophobe en général et de l'Action française en particulier pour se rapprocher des thèses de l'Allemagne nazie. Il fonde le journal La France enchaînée, organe officiel de son parti. Dès 1936, Darquier réclame la dénaturalisation des Juifs devenus citoyens français après le 11 novembre 1918.
Son frère cadet, René, qui travaille dans le négoce des grains et a aidé Louis à subsister pendant ses années de disette, lui coupe les vivres en 1936, lorsque celui-ci s'enfonce dans un antisémitisme de plus en plus furieux, et cède les reconnaissances de dettes accumulées — 170 000 francs de l'époque — à une société chargée de récupérer les créances sans ménagement. L'affaire étant prise en charge par la justice et des huissiers, leur frère aîné, Jean, proche des idées de Louis, supplie René de mettre fin aux poursuites. Ce que René accepte finalement.

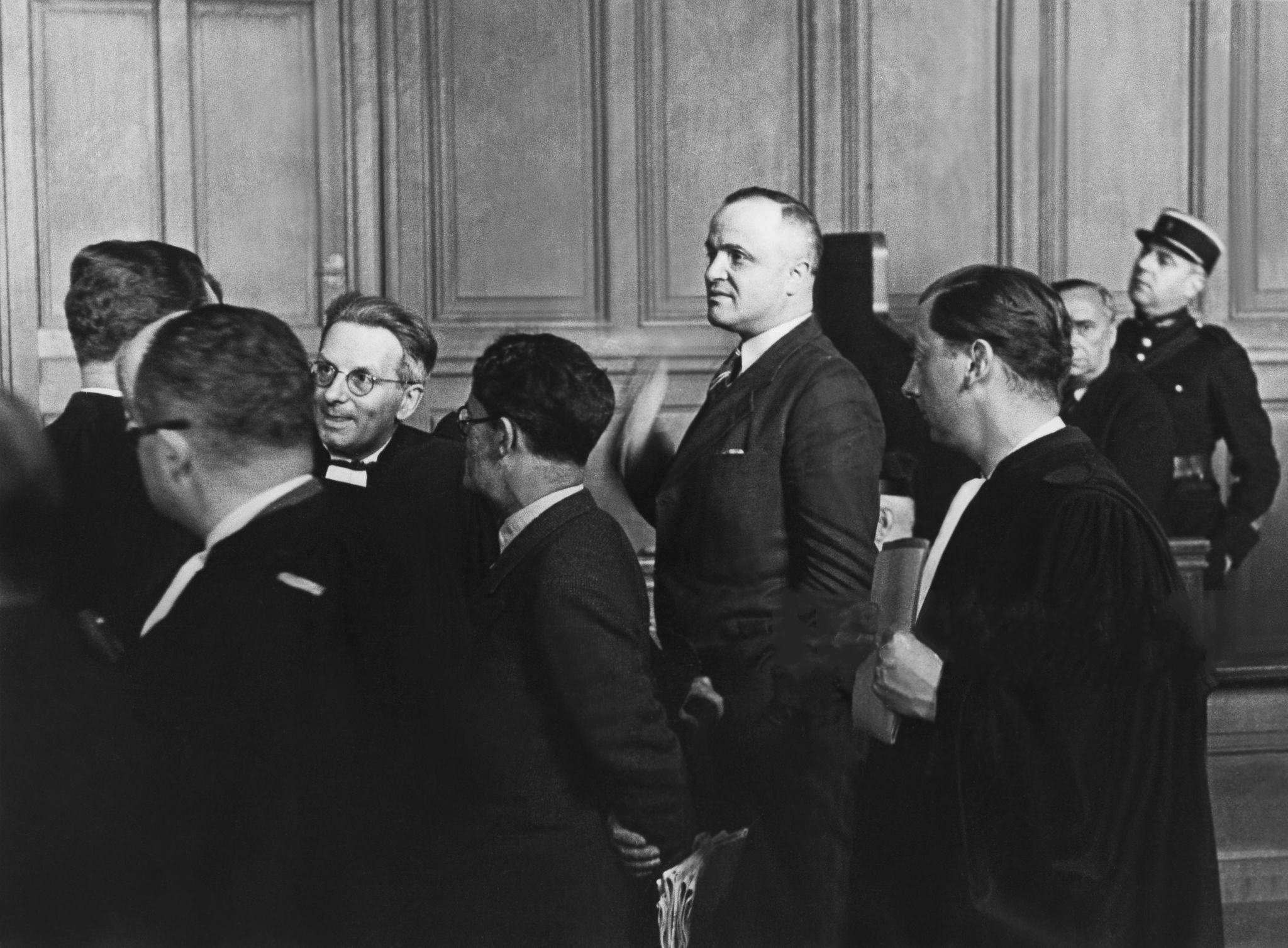
Darquier en 1939.

Au cours d'un meeting en 1937, il déclare : « nous devons résoudre de toute urgence le problème juif, soit par l'expulsion soit par le massacre ». Il affirme longuement son antisémitisme au conseil municipal de Paris à partir de 1935-1936, devant des conseillers de gauche à la fois patients, indignés et moqueurs. Et provoquant parfois des incidents et des suspensions de séance, comme cet autre incident en avril 1938 :
— Darquier de Pellepoix : « Je vous fais remarquer l'insolence avec laquelle le juif Hirschovitz pose des conditions à l'Assemblée. »
— Maurice Hirschovitz : « Un juif qui vous emm...! (bruit). »
— Darquier de Pellepoix : « Vous avez dit « Un juif qui vous emm... » Je demande la parole, Monsieur le président, pour un fait personnel (tumulte prolongé). »
— M. le président : « La séance est suspendue. »
Entré en relation avec des organismes nazis de propagande, il utilise l'expression « Bravo Fritz ! » pour féliciter Adolf Hitler des exactions anti-juives de la nuit de Cristal. 
Poursuivi au titre des décrets-lois Marchandeau pour un article antisémite paru en juin 1939 dans le no 29 de La France enchaînée, Louis Darquier de Pellepoix est condamné à trois mois de prison (qu'il évitera car mobilisé lors de la déclaration de guerre) et 500 francs d'amende. Il est lieutenant d'artillerie. Au cours de la campagne de France, il est fait prisonnier de guerre et est interné à l'Oflag II-D. Il est libéré par les Allemands deux mois plus tard. À l'automne, il fonde « L'Union française pour la défense de la race ».

### Persécution des Juifs pendant l'Occupation

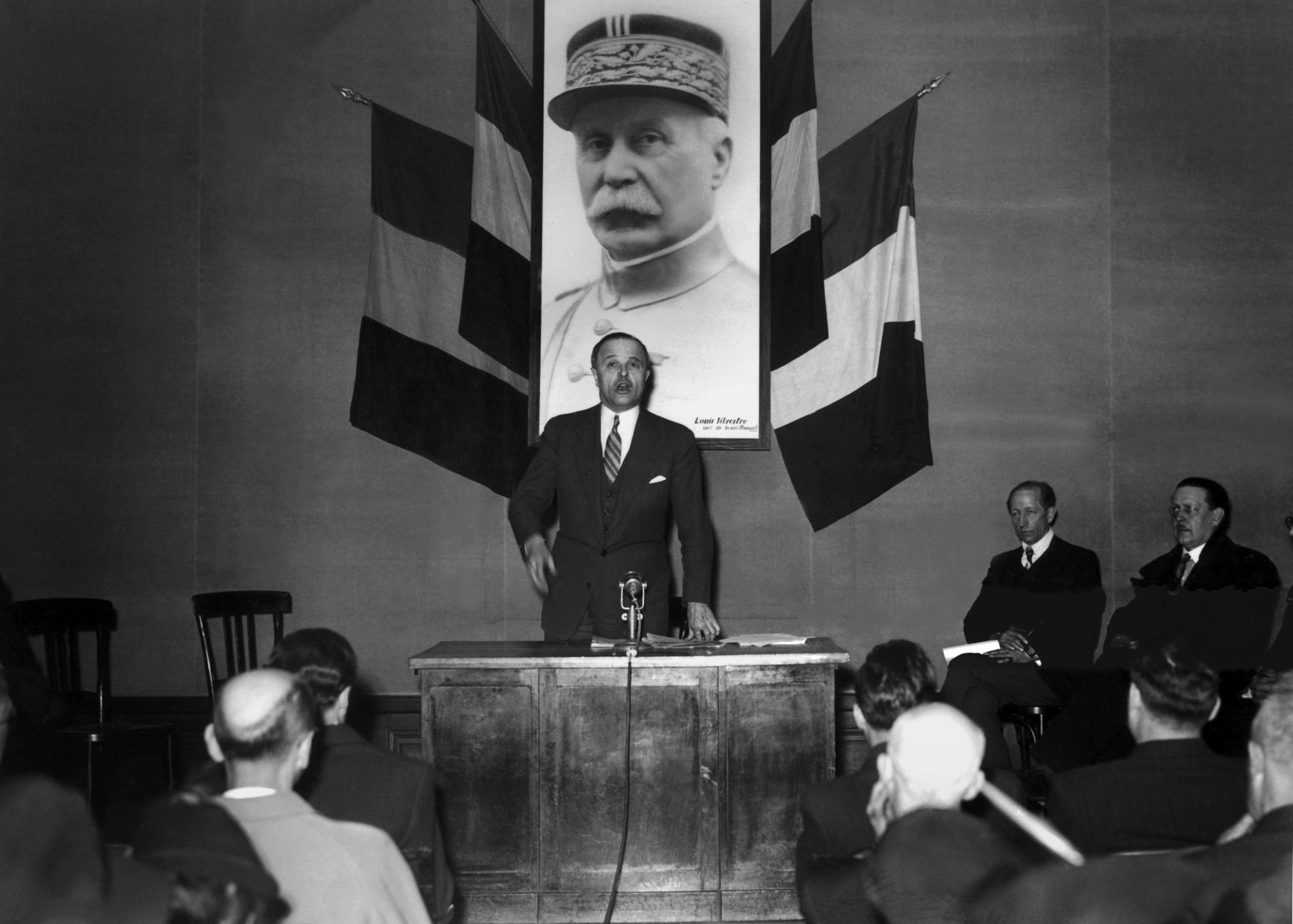
Darquier prononçant un discours sous un portrait du maréchal Pétain (vers 1942-1944).

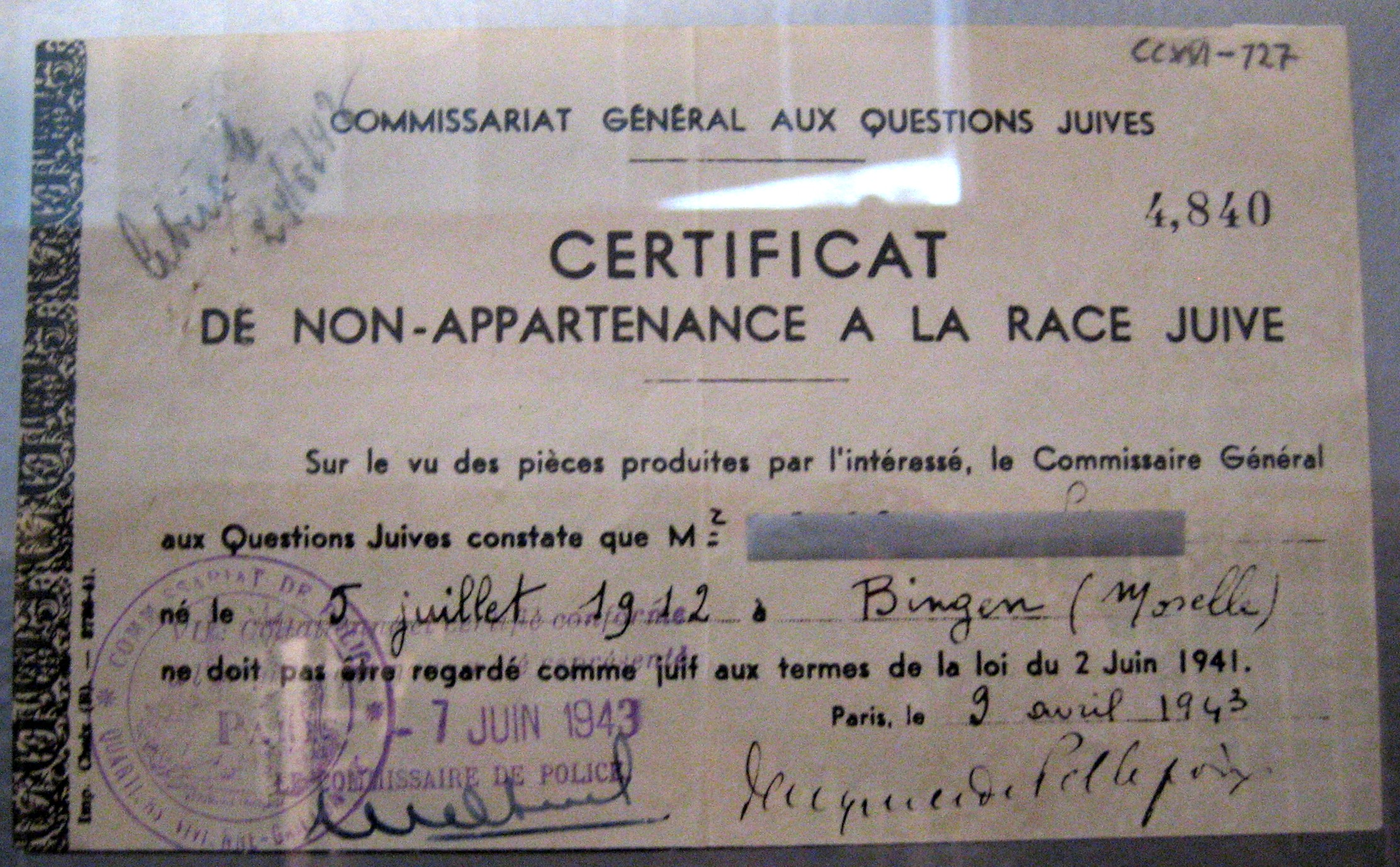
« Certificat de non appartenance à la race juive » (1943) signé par Darquier de Pellepoix.

Darquier est commissaire général aux questions juives dans le régime de Vichy à partir de mai 1942, imposé par les autorités allemandes qui jugeaient son prédécesseur Xavier Vallat trop modéré. Sa nomination est notamment due à la demande de Theodor Dannecker, responsable des questions juives pour la Gestapo à Paris. Le 15 juillet 1942, il participe aux derniers préparatifs techniques de la rafle du Vel’ d'Hiv’ des 16 et 17 juillet avec Theodor Dannecker, Jean Leguay, Émile Hennequin, André Tulard et Jacques Schweblin.
Le 1er février 1943, un article signé par Darquier paraît dans Le Petit Parisien :
« Je propose au gouvernement :
1. D'instituer le port de l'étoile jaune en zone non occupée ;
2. D'interdire aux Juifs, sans dérogation, l'accès et l'exercice des fonctions publiques […] ;
3. Le retrait de la nationalité française à tous les Juifs qui l'ont acquise depuis 1927. »

Ayant échoué à faire adopter ses propositions par Pierre Laval, faisant preuve de peu d'assiduité dans ses fonctions, accusé de malversations dans la gestion des biens juifs, Darquier est remplacé par Charles du Paty de Clam en février 1944.
Darquier a déclaré dans l'entretien accordé à L'Express en 1978 que Philippe Pétain l'avait « nommé au commissariat », ne l'avait « jamais désapprouvé », et que Pétain « du plus loin qu'il [l'] apercevait » s'écriait : « Tiens, voilà mon tortionnaire, ! ». Selon le Journal de Guerre de Paul Morand (p. 678), au contraire, Pétain l’accueillit d’un « C’est vous le tortionnaire? », à double sens.
Il a été décoré de l'ordre de la Francisque.

### Fuite et exil après la Libération
Après la Libération de la France, il fuit en Espagne franquiste, où il est professeur de français, puis employé comme traducteur dans une administration. Là, il rencontre le groupe d'exilés français autour d'Abel Bonnard, composé notamment de Georges et Maud Guilbaud et d'Alain Laubreaux.
Le 10 décembre 1947, il est condamné à mort par contumace, à la dégradation nationale à vie et à la confiscation de ses biens.
En 1948, il est retrouvé à Madrid par un journaliste de France-Soir ; l'article indique qu'il vit sous le nom d'Estève, s'adonne au marché noir et « porte toujours son monocle arrogant, comme sous l'Occupation quand il envoyait sans sourciller des milliers d'israélites à la mort ».
En 1978, il accorde un entretien à L'Express, qui le publie le 28 octobre 1978. Il y déclare notamment : « Je vais vous dire, moi, ce qui s'est exactement passé à Auschwitz. On a gazé. Oui, c'est vrai. Mais on a gazé les poux », niant la réalité de la Shoah. Il se dédouane également de toute responsabilité dans la rafle du Vel’ d'Hiv’, dont il attribue la responsabilité à René Bousquet, secrétaire général à la Police de Vichy. En 1978, à la suite de la publication de son interview dans L'Express, son extradition, demandée par la France, est refusée par l'Espagne, Darquier n'ayant pas été condamné pour crime de guerre (imprescriptible) et son état de santé étant jugé trop précaire. Il meurt paisiblement en Espagne deux ans plus tard, mais sa mort n'est annoncée au public que trois ans après.

## Bibliographie

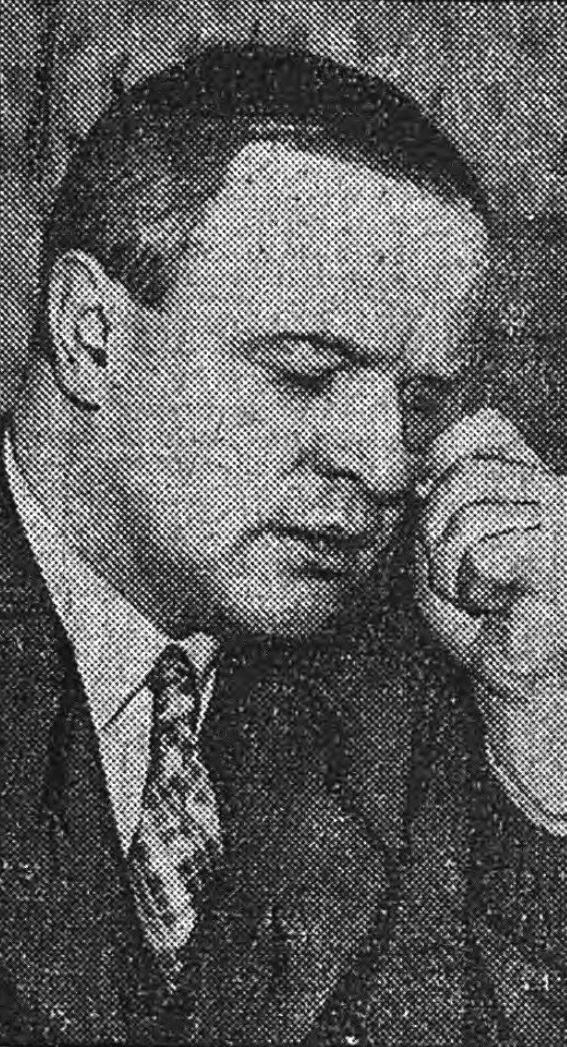
Darquier en 1942.